# Kurd (Ungarn)
Kurd ist eine ungarische Gemeinde im Kreis Dombóvár im Komitat Tolna.

## Geografische Lage
Kurd liegt ungefähr 16 Kilometer nordöstlich der Stadt Dombóvár, an dem Fluss Kapos. Nachbargemeinden sind Csibrák, Döbrököz, Gyulaj und Mekényes.

## Gemeindepartnerschaft
- Nidderau, Deutschland

## Sehenswürdigkeiten
- Römisch-katholische Kirche Szent Lőrinc, erbaut 1765
  - Die Orgel der Kirche wurde 1895 von József Angster gebaut.

## Verkehr
In Kurd treffen die Landstraßen Nr. 6532 und Nr. 6538 aufeinander. Die Gemeinde ist angebunden an die Eisenbahnstrecke Budapest–Szentlőrinc.